# Орлов, Константин Дмитриевич
Константин Дмитриевич Орлов (27 февраля [12 марта] 1906, Пушкино, Московская губерния — 13 июня 1994, Москва) — советский военный деятель, генерал-майор авиации (11.05.1949).

## Биография
Родился 27 февраля 1906 года в  селе Пушкино, ныне город в Московской области России. Русский.

### Военная служба

#### Межвоенные годы
22 июля 1927 года добровольно поступил в Военно-теоретическую школу ВВС РККА в Ленинграде. Член ВКП(б) с 1929 года. В июле 1928 года был переведен во 2-ю военную школу летчиков им. Осоавиахима СССР для прохождения практического летного курса. По завершении обучения в ноябре 1929 года оставлен в школе и проходил службу на должностях инструктора-летчика, командира звена и отряда. В сентябре 1938 года переведен помощником командира эскадрильи в 11-й истребительный авиаполк ВВС МВО. 28 декабря 1938 года был назначен инструктором по технике пилотирования полка. С 10 февраля 1940 года исполнял должность помощника командира, а с 9 сентября — командира 146-го истребительного авиаполка ВВС ОдВО.

#### Великая Отечественная война
С началом войны майор  Орлов продолжал командовать этим же полком на Южном фронте. В первые дни из-за отсутствия связи с командующим ВВС округа в течение 8 дней пришлось действовать самостоятельно. Летчики полка совершали вылеты на «свободную охоту» и прикрытие боепорядков наземных войск. С 24 сентября полк в составе 76-й смешанной авиадивизии. В этих боях Орлов совершил 20 боевых вылетов и сбил немецкий самолет-разведчик Hs-126. С марта 1942 года полк вел боевую работу в составе 3-й ударной авиагруппы Ставки ВГК, действовавшей на Южном фронте; с конца мая он входил в состав 4-й воздушной армии, сформированной на базе авиационных соединений и частей Южного фронта. С 13 августа 1942 года полк вошел в 234-ю истребительную авиадивизию 1-й воздушной армии Западного фронта. Летчики полка поддерживали войска фронта в ходе наступления на жиздринском и ржевском направлениях, а также участвовали в операции по уничтожению авиации противника на аэродроме Двоевка. За успешную боевую работу полк был награжден орденом Красного Знамени.
В октябре подполковник Орлов назначается заместителем командира 234-й истребительной авиадивизии. В том же месяце был переведен на ту же должность в 303-ю истребительную авиационную Смоленскую дивизию, входившую в состав 1-й воздушной армии, а с 20 января 1943 года вступил в командование этой дивизией. Ее части вели боевую работу в ходе наступательных операций на ржевско-сычевском направлении, в марте 1943 года поддерживали войска фронта в Ржевско-Вяземской, летом и осенью — в Орловской, Спас-Деменской и Смоленской наступательных операциях. Зимой 1943-1944 гг. дивизия успешно действовала на витебском и оршанском направлениях.
В июне 1944 года подполковник Орлов переведен командиром 278-й истребительной авиационной Сибирско-Сталинской Краснознаменной дивизии, входившей в 3-й истребительный авиакорпус 1-й воздушной армии 3-го Белорусского фронта. Ее части участвовали в освобождении Белоруссии и Литвы, в Белорусской, Витебско-Оршанской, Минской, Вильнюсской и Каунасской наступательных операциях. За успешную боевую работу на 3-м Белорусском фронте дивизия была награждена орденом Суворова 2-й ст., а двум ее полкам (15-й и 274-й) присвоены наименование «Оршанские», и они были награждены орденами Красного Знамени. С 15 сентября по 30 декабря 1944 года дивизия базировалась на тыловых аэродромах 6-й и 16-й воздушных армий, пополнялась летным составом и новой техникой. С января 1945 года и до конца войны она в составе 3-го истребительного корпуса 16-й воздушной армии 1-го Белорусского фронта участвовала в Варшавско-Познанской, Восточно-Померанской и Берлинской наступательных операциях.
Во время боевых действий Орлов совершил 54 боевых вылета и сбил два немецких самолета.
За время войны комдив Орлов был пять раз персонально упомянут в благодарственных приказах Верховного Главнокомандующего.

#### Послевоенное время
После войны полковник  Орлов продолжал командовать этой же дивизией. В декабре 1948 года он назначен начальником Борисоглебского военного авиационного училища летчиков. С июня 1950 года по сентябрь 1951 год генерал-майор авиации Орлов находился на ВАК при Высшей военной академии им. К. Е. Ворошилова, затем был назначен начальником Фрунзенского военного авиационного училища летчиков. Был избран депутатом Верховного Совета и членом ЦК компартии Киргизской Советской Социалистической Республики. 30 мая 1955 года «за нарушение последовательности обучения курсантов, низкую требовательность, высокую аварийность в авиаучилище» он был освобожден от исполнения должности и уволен в запас.
Начиная с 1978 года, генерал  Орлов был организатором встреч ветеранов дивизии, которые проводились в Севастополе, Киеве, Краснодаре, Москве, Ленинграде и Новосибирске.
Похоронен в Москве, на Головинском кладбище.

## Награды
- орден Ленина (20.04.1953)[3]
- три ордена Красного Знамени (06.11.1941[4], 02.07.1944[5], 06.11.1947[3])
- орден Суворова II степени (29.05.1945)[6]
- орден Кутузова II степени (06.04.1945)[7]
- два ордена Отечественной войны I степени (20.02.1944[8], 06.04.1985[9])
- орден Красной Звезды (03.11.1944)[3]

медали в том числе:
- - «За победу над Германией в Великой Отечественной войне 1941—1945 гг.» ( 30.09.1945)[10]
  - «За взятие Берлина»
  - «За освобождение Варшавы»
  - «Ветеран Вооружённых Сил СССР»
- знак «50 лет пребывания в КПСС»

Приказы (благодарности) Верховного Главнокомандующего в которых отмечен К. Д. Орлов.
- За освобождение столицы Литовской Советской Республики города Вильнюс от фашистских захватчиков. 13 июля 1944 года № 136.
- За овладение городами и крупными узлами коммуникаций Сохачев, Скерневице и Лович – важными опорными пунктами обороны немцев. 18 января 1945 года. № 228.
- За овладение городами Бельгард, Трептов, Грайфенберг, Каммин, Гюльцов, Плате – важными узлами коммуникаций и сильными опорными пунктами обороны немцев в Западной Померании. 6 марта 1945 года. № 292.
- За овладение штурмом городами Голлнов, Штепенитц и Массов – важными опорными пунктами обороны немцев на подступах к Штеттину. 7 марта 1945 года. № 295.
- За овладение городом Альтдамм и ликвидацию сильно укрепленного плацдарма немцев на правом берегу реки Одер восточнее Штеттина. 20 марта 1945 года. № 304.